# Don Sundquist
Donald Kenneth "Don" Sundquist, född 15 mars 1936 i Moline, Illinois, död 27 augusti 2023 i Memphis, Tennessee, var en amerikansk republikansk politiker. Han var Tennessees guvernör från 1995 till 2003, och dessförinnan representanthusledamot 1983–1995.

## Biografi
Sundquist var av svensk härkomst på fädernet och tysk härkomst på mödernet. Han tog en bachelorexamen i företagsekonomi vid Augustana College och kom efter examen att tjänstgöra i USA:s flotta fram till 1963. Han gjorde sedan karriär som republikansk ungdomspolitiker. Han var delegat vid partikonventen 1976 och 1980. Han var ledamot av USA:s representanthus från 1983 till 1995.
I 1994 års guvernörsval i Tennessee vann Sundquist klart mot demokraten Phil Bredesen. Han omvaldes 1998 med nästan 69 % av rösterna mot omkring 30 % för John Jay Hooker. Sundquist fick inte ställa upp för en tredje mandatperiod men han var inte heller särskilt populär i slutet av den andra mandatperioden. Bredesen efterträdde honom som guvernör i januari 2003.